# معاملة المثليين في سلوفاكيا
قد يواجه الأشخاص من المثليين والمثليات ومزدوجي التوجه الجنسي والمتحولين جنسياً (اختصاراً: LGBT) في سلوفاكيا
تحديات قانونية لا يواجهها غيرهم من المغايرين جنسيا. يعتبر النشاط الجنسي المثلي بين الذكور وبين الإناث قانونيا في سلوفاكيا، لكن المنازل التي يعيش فيها الشركاء المثليون غير مؤهلة للحصول على نفس الحماية القانونية المتاحة للأزواج المغايرين. في حين تمنح سلوفاكيا الأزواج المثليين حقوقاً قانونية محدودة، وبالتحديد في مجال الميراث، فإن البلد لا تعترف بزواج المثليين أو الاتحادات المدنية. سلوفاكيا، خلافا لجارتها، جمهورية التشيك، تميل إلى أن تكون محافظة اجتماعيا في تعاملها مع قضايا حقوق المثليين.
ومع ذلك، تمتلك سلوفاكيا قوانين شاملة مناهضة للتمييز تشمل التوجه الجنسي والهوية الجندرية، ضمن أمور أخرى، في مجالات مثل التوظيف والسلع والخدمات والتعليم والخدمات الصحية وجرائم الكراهية وخطاب الكراهية. كما يسمح للمثليين والمثليات ومزدوجي التوجه الجنسي بالخدمة بشكل علني في القوات المسلحة السلوفاكية. بالإضافة إلى ذلك، أصبحت المواقف تجاه أعضاء مجتمع المثليين أكثر قبولًا ببطء، بما يتماشى مع الاتجاهات العالمية. أظهر استطلاع للرأي أجري عام 2007 أن حوالي 60% السلوفاك يؤمنون بضرورة قبول المثلية الجنسية من قبل المجتمع. وقد أفادت استطلاعات الرأي عن وجود تزايد لدعم زواج المثليين والاتحادات المدنية، مع تفضيل غالبية السلوفاكيين للأخيرة.

## قانونية النشاط الجنسي المثلي
تم تشريع النشاط الجنسي المثلي في عام 1962، بعد أن أدت الأبحاث العلمية التي أجريت من قبل كيرت فرويند إلى الاستنتاج القائل بأن التوجه الجنسي المثلي لا يتغير. تم تساوي السن القانونية للنشاط الجنسي في عام 1990 (إلى 15 سنة - كان في السابق 18 عامًا للمثليين جنسياً).

## الاعتراف القانوني بالعلاقات المثلية
لا يوجد اعتراف قانوني بالعلاقات المثلية في سلوفاكيا. في 4 يونيو 2014، وافق البرلمان السلوفاكي على تعديل دستوري يحظر زواج المثليين، في تصويت 102 صوتا لصالحه مقابل 18 صوتا ضده (102-18).
في عام 2018، أعد حزب الحرية والتضامن مشروع قانون لتشريع الشراكات المسجلة، التي من شأنها أن تمنح الشركاء المثليين بعض فوائد الزواج ومسؤولياته. دعا الرئيس آندريه كيسكا إلى مزيد من النقاش حول هذه القضية. فشل الاقتراح في سبتمبر 2018.
في يونيو 2018، قضت محكمة العدل الأوروبية بأن الدول الأعضاء في الاتحاد الأوروبي يجب أن تمنح حقوق الإقامة الكاملة للأزواج المثليين المتزوجين، إذا كان واحد منهم على الأقل مواطناً في الاتحاد الأوروبي. وسرعان ما أعلن المسؤولون السلوفاك عن الامتثال للحكم.
منذ عام 2018، اعترف القانون السلوفاكي بأنه "شخص مقرب"، يعرف بأنه أخ أو زوج؛ يعتبر فرد من العائلة أو أي شخص في علاقة بموجب القانون "شخصًا مقربًا" إذا كان الشخص الآخر يعاني من إصابة يشعر بها بشكل معقول على أنها إصابة تعرض لها أو أصيب بها. " يتم منح حقوق محدودة فقط، وبالتحديد في مجال الوراثة.

## التبني وتنظيم الأسرة
يسمح القانون السلوفاكي لأي شخص بالتبني. ومع ذلك، لا يجوز للأشخاص غير المتزوجين من بعضهم البعض أن يتبنوا نفس الطفل. وهذا يعني أنه بالنسبة للشركاء غير المتزوجين، قد يتبنى شريك واحد منهم طفلًا.

## الحماية من التمييز

خريطة سلوفاكيا مع علم فخر المثليين

اعتمد قانون مكافحة التمييز في عام 2004، كشرط بروتوكولات الاتحاد الأوروبي بشأن مكافحة التمييز في الدول الأعضاء فيه. وقد جعل هذا القانون، الذي تم توسيعه في عام 2008، من غير القانوني التمييز على أساس التوجه الجنسي و «تحديد الجنس» في مجموعة واسعة من المجالات، بما في ذلك التوظيف والتعليم والإسكان والرعاية الاجتماعية وتوفير السلع والخدمات.
في مايو/أيار 2013، تم تعديل القانون الجنائي ليشمل التوجه الجنسي كأساس لجرائم الكراهية، مما سمح بتعزيز العقوبات عندما تكون الجريمة مدفوعة برهاب المثلية. بالإضافة إلى ذلك، تم حظر خطابات الكراهية على أساس التوجه الجنسي.

## الهوية الجندرية والتعبير عنها
يُسمح للمتحولين جنسياً في سلوفاكيا بتغيير جنسهم القانوني، لكنهم يحتاجون إلى إجراء جراحة إعادة تحديد الجنس والتعقيم، والطلاق إذا تزوجوا، والحصول على تشخيص طبي للقيام بذلك.

## التبرع بالدم
يسمح للرجال المثليين ومزدوجي التوجه الجنسي بالتبرع بالدم بشرط ألا يمارسوا الجنس لمدة سنة واحدة.

## ظروف المعيشة

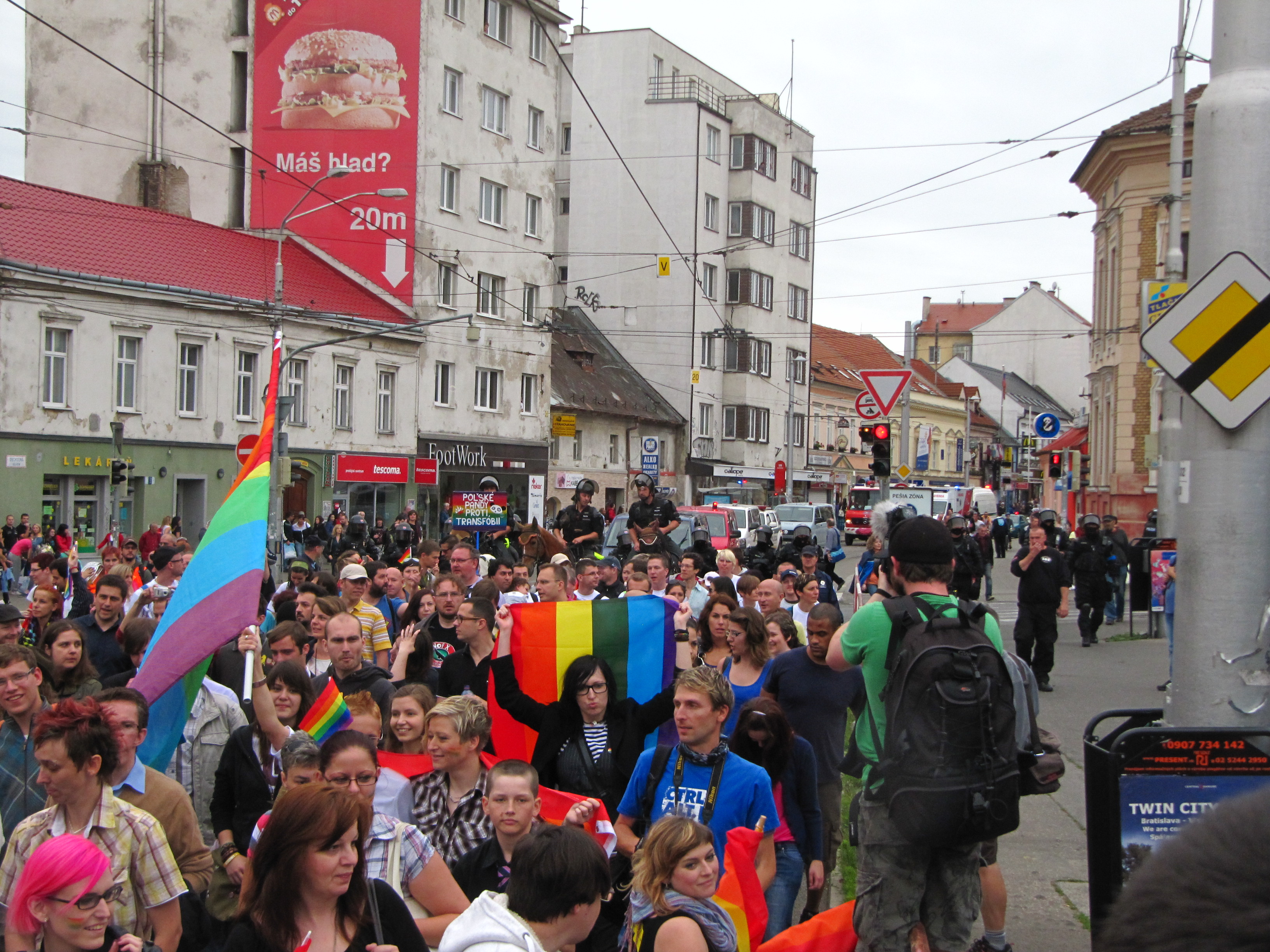
مسيرة فخر المثليين في براتيسلافا في عام 2012

عُقدت أول مسيرة فخر للمثليين في سلوفاكيا في 22 مايو 2010 في براتيسلافا. واجهت حشود من حوالي ألف من الجماعات اليمينية المناهضة للمثليين. وبينما أبقت قوات الشرطة الوطنية وشرطة براتيسلافا الجانبين متباعدين، تمكن العديد من المتظاهرين المناهضين للمثليين من التسلل إلى الحدث ورمي الحجارة للمتحدثين وتفريق الغاز المسيل للدموع على الحشد. اضطر المتظاهرون إلى إلغاء مسيرتهم عبر وسط المدينة، لكنهم تمكنوا من عبور نهر الدانوب تحت حماية الشرطة. تم القبض على تسعة وعشرين شخصا. ومنذ ذلك الحين، حسّن الحدث إجراءاته الأمنية وتم دعمه من قبل العديد من السفارات الأجنبية.
هناك مشهد وحضور صغير للمثليين في سلوفاكيا مع عدد قليل من الحانات والنوادي في براتيسلافا.

## الرأي العام والتركيبة السكانية
أظهر استطلاع أجراه الاتحاد الأوروبي عام 2006 أن 19% من السلوفاك يؤيدون زواج المثليين، ومع ذلك، وجد استطلاع عام 2015 أن أكثر من 50.4% من السلوفاك سيصوتون لصالح الشراكات المسجلة المثلية.
سجل استطلاع أجرته مؤسسة بيو للآراء في عام 2007 أن 66% من السلوفاك يعتقدون أن المجتمع يجب أن يقبل المثلية الجنسية.
استطلاع للرأي عام 2016 أجراه معهد فاوكس وجد أن 27% من السلوفاك يؤيدون زواج المثليين.
في عام 2017، أجرى معهد «إنيسياتيفا إناكوست» دراسة استقصائية تستفسر عن حياة مجتمع المثليين في سلوفينيا. وجد الاستطلاع أن 52% منهم كانوا غير متدينين، في حين كان 33% منهم من الروم الكاثوليك، و 6% من الإنجيليين و 2% من الروم الأرثوذكس. ومع ذلك، اعتبر 56.5% أن الدين «مهم» في حياتهم. عندما تم تقسيمهم حسب الأيديولوجية السياسية، اعتبر 58.5% أنفسهم إما «ليبراليين جدا» أو «ليبراليين». فقط 2.5% اعتبروا أنفسهم «محافظين»، و 18% قالوا أنهم «وسطيون». كانا حزب الحرية والتضامن وحزب سلوفاكيا التقدمي الأحزاب السياسية الأكثر شعبية بين مجتمع المثليين. فيما يتعلق بالإفصاح عن الميول المثلية، قال معظم المستجيبين أنه كان «إيجابي». 71% و 52% من الأخوات والأخوة على التوالي قبلوا إفصاحهم. أجابوا بأن 54% من الأمهات، و 42% من الآباء و 49.5% من الأجداد قبلوا إفصاحهم، وكان عدد كبير (بما في ذلك 28.5% من الآباء و29% من الأجداد) غير مبالين. علاوة على ذلك، اعتبر 78% من المشاركين أن علاقتهم مع شريكهم «مهمة وجدية»، لكن أقل من نصفهم كانوا على استعداد لإمساك أيديهم في الأماكن العامة. ومع ذلك، أفاد العديد من المستجيبين عن انخفاض تقدير الذات والقلق والاكتئاب وتعاطي الكحول والتفكير في الانتحار.
ووفقًا لاستطلاع أجراه مركز بيو للأبحاث عام 2017، فإن 47% من السلوفاك يؤيدون زواج المثليين، بينما عارضه 47% آخرون و 6% لم يقرروا. وكان هذا أعلى مستوى من الدعم المسجل على الإطلاق في البلد، وثاني أعلى مستوى بين بلدان أوروبا الشرقية، بعد جمهورية التشيك بنسبة 65%. بين المراهقين الذين تتراوح أعمارهم بين 18 و 34 عامًا، بلغت نسبة معارضة لزواج المثليين 42%.

## ملخص
| قانونية النشاط الجنسي المثلي                                                             | (منذ عام 1962)                                                                                                 |
| المساواة في السن القانوني للنشاط الجنسي                                                  | (منذ عام 1990)                                                                                                 |
| قوانين مكافحة التمييز في التوظيف                                                         | (منذ عام 2004)                                                                                                 |
| قوانين مكافحة التمييز في توفير السلع والخدمات                                            | (منذ عام 2008)                                                                                                 |
| قوانين مكافحة التمييز في جميع المجالات الأخرى (تتضمن التمييز غير المباشر، خطاب الكراهية) | (منذ عام 2016)                                                                                                 |
| زواج المثليين                                                                            | / (حظر زواج المثليين منذ 2014، يتم الاعتراف بزواج المثليين المنعقد في الاتحاد الأوروبي لأغراض الهجرة منذ 2018) |
| الاعتراف القانوني بالعلاقات المثلية                                                      | (منذ عام 2018، المساكنة غير المسجلة)                                                                           |
| السماح للشخص العازب بالتبني بغض النظر عن توجهه الحنسي                                    | Yes |
| تبني أحد الشريكين للطفل البيولوجي للشريك الآخر                                           | No |
| التبني المشترك للأزواج المثليين                                                          | No |
| يسمح للمثليين والمثليات الخدمة علناً في القوات المسلحة                                    | Yes |
| الحق بتغيير الجنس القانوني                                                               | (منذ 1995) |
| علاج التحويل محظور على القاصرين                                                          | No |
| الحصول على أطفال أنابيب للمثليات                                                         | No |
| الأمومة التلقائية للطفل بعد الولادة                                                      | No |
| تأجير الأرحام التجاري للأزواج المثليين من الذكور                                         | (محظورا لجميع الأزواج بغض النظر عن التوجه الجنسي)                                                              |
| السماح للرجال الذين مارسوا الجنس الشرجي بالتبرع بالدم                                    | / (منذ عام 2017: فترة تأجيلية بعد سنة واحدة من عدم ممارسة الجنس)                                               |